# Tucano
Pour les synonymes pourtant le nom de Tucano, voir Tucano (Bahia) et Embraer EMB 312.
Le tucano (ou tukano) est une langue tucanoane de la branche orientale, parlée en Amazonie, en Colombie dans le Vaupés, le long des rivières Vaupés, Tiquie et Papuri et de leurs affluents par 4 500 personnes.
Le chiffre exact de locuteurs est difficile à évaluer mais est plus élevé. Les peuples du Vaupés pratiquent l'exogamie linguistique et se considèrent comme locuteurs de la langue héritée du père. Surtout, le tucano est, depuis le début du XXe siècle, la lingua franca du bassin du Vaupés et devient désormais la langue de nombreux autres Amérindiens de la région. C'est le cas des Tarianas, qui sont 1 500 mais dont seulement une centaine parle encore leur langue arawakienne .

## Écriture
| Majuscules | A | B | C | Cj | D | E | G | I | J | M | N | Ñ | O | P | Pj | Q | R | S | T | Tj | U | Ʉ | W | Y | ʼ |
| Minuscules | a | b | c | cj | d | e | g | i | j | m | n | ñ | o | p | pj | q | r | s | t | tj | u | ʉ | w | y | ʼ |

Le tilde indique la nasalisation d’une voyelle : ‹ ã, ẽ, ĩ, õ, ũ, ʉ̃ ›.
L’accent aigu indique le ton haut et se positionne sur une voyelle : ‹ á, ã́, é, ẽ́, í, ĩ́, ó, ṍ, ú, ṹ, ʉ́, ʉ̃́ ›. Le ton bas est indiqué par l’absence d’accent aigu.

## Phonologie

### Voyelles
|         | Antérieure | Centrale | Postérieure |
| ------- | ---------- | -------- | ----------- |
| Fermée  | i [i]      | ʉ [ɨ]    | u [u]       |
| Moyenne | e [e]      |          | o [o]       |
| Ouverte |            | a [a]    |             |

### Consonnes
|               |               | Bilabiale | Dentale | Palatale | Vélaire | Glottale |
| ------------- | ------------- | --------- | ------- | -------- | ------- | -------- |
| Occlusives    | Sourdes       | p [p]     | t [t]   |          | k [k]   | ʔ [ʔ]    |
| Occlusives    | Sonores       | b [b]     | d [d]   |          | g [g]   |          |
| Fricatives    | Fricatives    |           | s [s]   |          |         | h [h]    |
| Liquides      | Liquides      |           | r [r]   |          |         |          |
| Semi-voyelles | Semi-voyelles | w [w]     |         | j [j]    |         |          |